# Nobody Home
Nobody Home ist ein Titel der britischen Rockband Pink Floyd aus dem 1979 veröffentlichten Konzeptalbum The Wall.

## Hintergrund
Nobody Home wurde erst aufgenommen, als das Album schon fast fertig war. Grund dafür war ein Streit von Waters mit Gilmour und Produzent Bob Ezrin. Ezrin konnte Waters am Ende überzeugen, noch einen Song zu schreiben.

## Inhalt
Das Album The Wall handelt von Pink, einem fiktiven Musiker, der zum Schutz vor emotionalen Einflüssen eine imaginäre Mauer errichtet hat.
Hier beschreibt Pink das Leben hinter der fertiggestellten Mauer. Er hat nun niemanden mehr, mit dem er sich unterhalten kann und lebt einzig von materiellen Dingen wie seinem Fernseher und seinem Klavier. Im Text lassen sich außerdem Anspielungen auf Syd Barrett sowie auf Wright finden.

## Musik
Die Musik in Nobody Home ist leise, zurückhaltend und düster, passend zu Pinks verzweifelter Situation. Masons Schlagzeug fehlt im Lied komplett, die einzigen Instrumente sind Gilmours Gitarre sowie ein Synthesizer von Wright, von denen letzterer schon im vorherigen Lied Is There Anybody Out There? die wichtigste Rolle spielte.

## Film
Der Film zeigt Pink, der sich in Is There Anybody Out There? Augenbrauen und Bartstoppeln abgeschnitten hat, vor dem Fernseher, zwischendurch werden auf Szenen aus seiner Kindheit eingeblendet.

## Besetzung
- Roger Waters – Gesang
- David Gilmour – Gitarre
- Richard Wright – Synthesizer